# Havranie vrchy
Havranie vrchy jsou geomorfologický podcelek Volovských vrchů. Nejvyšší vrchol podcelku je Čierna hora, dosahující výšky 1152 m n. m..

## Polohopis

### Vymezení
Tento podcelek leží v severozápadní části pohoří mezi Spišskou Novou Vsí a Dobšinou. Na severozápadě sousedí se Slovenským rájem (podcelek Spišsko-gemerského krasu), na západě se Stolicí (podcelek Stolických vrchů ) a na jihozápadě s Dobšinským predhoriem, patřícím do Revúcké vrchoviny. Jižním a východním směrem pokračují Volovské vrchy podcelky Knola a Hnilecké vrchy, na severozápadě území klesá do Hornádské kotliny a její podcelku Hornádske podolie. 